# Buteogallus urubitinga
El gavilán cangrejero grande o urubitinga (Buteogallus urubitinga) es una especie de ave accipitriforme de la familia Accipitridae ampliamente distribuida por la región Neotropical (Iberoamérica), donde es posible su observación desde México hasta Argentina pasando por Centroamérica y buena parte de Sudamérica.

## Descripción
Un urubitinga adulto mide de 56 a 64 centímetros (22 a 25 pulgadas) de largo y pesa 1,1 kilogramos (2 libras 7 onzas). Se parece al busardo negro norteño, pero es más grande con un canto y un patrón de cola diferentes. Tiene alas muy anchas, y es principalmente negro. La cola corta es blanca con una ancha punta negra. El pico es negro y las patas y el cere son amarillos.
Los sexos son similares, pero las aves inmaduras son de color marrón oscuro en la parte superior con manchas y rayas. Sus partes inferiores son de color beige con manchas oscuras, y la cola tiene varias barras negras y oscuras. La llamada del gran halcón negro es un silbido distintivo ooo-wheeeeee.

## Distribución y hábitat
Es un ave reproductora residente en el Nuevo Mundo tropical, desde México a través de América Central hasta Perú, Tobago y el norte de Argentina. 
Habita selvas, bosques y sabanas arboladas, generalmente cerca del agua, desde el nivel del mar hasta los 1900 m de altura. También plantaciones de pinos y de otras especies.

## Dieta
Gerhardt et al. (1993) monitorearon las entregas de alimentos en dos nidos en el parque nacional Tikal en junio-julio de 1991. Registraron 64 presas traídas a un nido y 42 al otro, y las presas incluyeron mamíferos, aves, serpientes, lagartijas, ranas y sapos. Las lagartijas y las serpientes comprendían casi el 60 % de las presas entregadas. La mayoría (27 de 33) de los lagartos eran basiliscos, y también estaban representadas especies de Anolis. Las serpientes incluían especies inofensivas y venenosas, siendo la más común Oxybelis spp. y Boa constrictor , y estuvieron representadas especies tanto terrestres como arbóreas. Las aves más comunes en la dieta fueron las palomas, y la más grande fue el carpintero (Campephilus guatemalensis). Los mamíferos incluían ardillas, ratas no identificadas, murciélagos y una zarigüeya. Las serpientes fueron el componente dietético más importante por biomasa, representando casi el 46% de la dieta. Los lagartos y las aves fueron los siguientes en importancia, y los murciélagos y los anuros constituyeron solo un pequeño porcentaje de la biomasa total de presas. Seavy y Gerhardt (1998) proporcionaron datos adicionales sobre los hábitos alimentarios del urubitinga en Tikal y de 126 presas (incluidas las informadas anteriormente por Gerhardt et al. op cit.), había 41 lagartijas (32,5% de las presas identificadas), 34 serpientes (27,0 %), 24 mamíferos (191 %), 16 aves (12,7 %), ocho anuros (6,4 %) y tres insectos (2,4 %). Al igual que en el estudio anterior, los lagartos basilisco fueron las presas más frecuentes, y los mamíferos incluyeron ocho murciélagos (probablemente en su mayoría Artibeus spp.), nueve roedores (incluyendo ardillas de árbol y cricétidos) y dos marsupiales. Las especies de aves incluían una oropéndola, un carpintero de pico pálido y, más comúnmente, palomas de tamaño mediano ( Columba spp.) y  el mirlo pardo (Turdus grayi ). En Argentina, Kerr (1892) observó a esta especie alimentándose de peces que quedaban varados en pozas de agua seca en la región del río Pilcomayo Inferior. Se alimenta tanto de presas vivas como de carroña, y se ha observado específicamente capturando peces vivos y serpientes no identificadas, y alimentándose de cadáveres de ganado, capibaras, la ñacanina (  Hydrodynastes gigas ) y, cuando está disponible, peces grandes de varias especies (Di Giacomo 2005). Se encontró un sapo (Bufo schneideri) en un nido con un polluelo. En El Salvador, un adulto en el lago Chanmico fue visto comiendo un zampullín macacito que estaba limpio de piel, y sus patas y alas habían sido mordidas (Dickey y van Rossem 1938). Un inmaduro en el lago Olomega contenía los restos de una tortolita mexicana entera y lo que eran probablemente los huevos rotos de la misma ave, y otro de la misma localidad se había comido recientemente un pequeño mamífero de especie desconocida (Dickey y van Rossem op cit.). Las presas registradas por West (1988) incluyeron una zarigüeya o coatí, un sapo, una cigarra, una rana y una serpiente. En Costa Rica, Lewis y Timm (1991) encontraron una de estas especies de halcones cazando polluelos de la garza tigre ( Tigrisoma mexicanum ) en Hacienda Palo Verde, provincia de Guanacaste, el 21 de julio de 1988. En Panamá, Wetmore (1965) afirmó que las ranas forman una fuente principal de alimento y que también se comen lagartijas basilisco. Las aves en busca de ranas descansan regularmente en perchas bajas o en el suelo, cerca de pequeños estanques ya lo largo de las orillas de los arroyos, a menudo en pastos y campos. En Perú,  Cocha Cashu, parque nacional del Manu, Robinson (1985, 1994) hizo observaciones detalladas sobre el comportamiento depredador de este gavilán en las colonias de reproducción del cacique lomiamarillo (Cacicus cela) y la cacique dorsirrufo (Psarocolius angustifrons), utilizando sus largas patas para llegar a los nidos suspendidos muy por debajo de las ramas y, a veces, utilizando sus alas como apoyo para llegar muy por debajo de una percha. De 1979 a 1989, Robinson observó 39 ataques a caciques, durante los cuales 62 polluelos fueron consumidos. también caminó en playas abiertas y atacó colonias de chotacabras pechiblanco (Chordeiles rupestris), Groom (1992) y Robinson (1994) observaron a uno caminando en una colonia de chotacabras, donde se comió al menos cuatro polluelos pequeños. Otro se acercó al nido de una gaviotín atí (Phaetusa simplex), pero fue asaltado por las golondrinas de mar y se fue volando sin atacar. Otro de estos urubitingas fue visto cargando los restos de una rana cuando la arrojaron de un arroyo. El estómago de un espécimen de la colección del Museo de Ciencias Naturales de la Universidad Estatal de Luisiana contenía vértebras de peces y cangrejos de río cuando se recolectó, y es posible que el ave que vadeaba un arroyo los hubiera tomado (Robinson 1994). Se observaron otros grandes urubitingas comiendo huevos en cinco nidos de Hoatzin (Opisthocomus hoazin), uno fue visto comiendo un hoatzin adulto y otro atrapó y mató a un gavilán pollero (Rupornis magnirostris) que lo acosaba. En Venezuela, Friedmann y Smith (1950) recolectaron un adulto que estaba cazando ranas en un pequeño charco del bosque, y se encontraron restos de varios en la molleja; la molleja de otra ave contenía un gran lagarto. Mader (1981) vio un urubitinga cargando un pez y otro cargando un roedor en un rancho a 50 km al N de Montecal, y en el Fundo Pequario Masaguaral, observó a un inmaduro comiendo un intestino de cerdo con buitres negros y caracaras. Naveda-Rodríguez (2004) encontró únicamente restos de cangrejo fantasma de los pantanos (Ucydes cordatus) en un nido en el parque nacional Henri Pittier. En Surinam, Haverschmidt (1962) observó a una pareja alimentándose de un caimán muerto con 15 buitres negros y 10 caracaras, e informó que también captura ranas y se alimenta en gran medida de insectos, incluidos los ortópteros (Locustidae, Acrididae) y hemípteros (Belostomatidae). Vio a esta especie alimentándose de serpientes muertas en la carretera y capturando serpientes vivas (Haverschmidt 1968). Dos especímenes recolectados por Voous (1969) contenían un roedor no identificado y una serpiente grande. Trail (1987) observó un único ataque fallido a un gallito de las rocas macho en un lago en la Reserva Natural Raleigh Falls-Voltzberg. En Brasil, Lamm (1948) observó a esta especie frecuentemente volando con buitres, y mencionó que una fuente confiable le había informado que se alimenta de pollos. Olmos (1990) observó un inmaduro de esta especie depredando huevos en un nido de bandurria mora (Theristicus caerulescens) el 5 de septiembre de 1987 en la región del Pantanal de Mato Grosso. Sick (1993) afirmó que caza ranas (incluidas las grandes Ceratophrys , de las que come solo las patas traseras), geckos, serpientes (incluidas las venenosas), ratas e insectos en los bordes de los bosques y en lugares pantanosos. También dijo que toma garcetas jóvenes y espátulas caídas del nido, y consume carroña (Mato Grosso), pesca bien, y come frutos, entre ellos el Yuplon (Spondus lutea). Beaumont (2005) observó al menos tres grandes urubitingas cazando cooperativamente y depredando una nidada completa de yaguasa de cara blanca (Dendrogygna viduata) en Pouse Alegre, en el extremo norte del pantanal, el 20 de enero de 2004. Treinta y una presas fueron traídas a los nidos en Minas Gerais incluyeron 10 mamíferos (8 roedores, 1 tití de pincel negro y 1 zarigüeya), 2 aves (Columba picazuro y Tyto alba), 6 serpientes (incluidas dos Bothrops spp.), 10 sapos (Bufo schneideri), y un escarabajo no identificado (Carvalho Filho et al. 2006).

## Reproducción
En época de cría vuela alto, en círculos, sola o en parejas. Construye un nido de palos donde pone 1 - 2 huevos que son incubados durante cerca de 40 días. El periodo de incubación para Guatemala fue de 42 días y en Argentina fue de 35 a 37 días (2 nidos en este último). Es grande y robusta, y se distingue por el blanco de la base de la cola y el ápicé.

## Subespecies
Se conocen dos subespecies de Buteogallus urubitinga:
- Buteogallus urubitinga ridgwayi - tierras bajas desde el norte de México al oeste de Panamá.
- Buteogallus urubitinga urubitinga - del este de Panamá hasta el norte de Argentina.